# Aeroporto Internazionale Cardinal Bernardin Gantin-Cadjehoun
L'Aeroporto Internazionale Cardinal Bernardin Gantin-Cadjehoun (IATA: COO, ICAO: DBBB), noto anche con il nome commerciale di Aéroport International Bernardin Gantin de Cotonou Cadjehoun, è un aeroporto beninese situato nella zona ovest di Cotonou, la città più popolosa e meridionale del Benin, nel quartiere di Les Cocotiers dell'agglomerato suburbano di Cadjehoun.
La struttura, intitolata alla memoria del cardinale Bernardin Gantin (1922-2008), si estende su una superficie di 250 ha. ed è posta a un'altitudine di 6 m / 19 ft sul livello del mare ed è dotata di una pista di atterraggio con superficie in asfalto lunga 2400 m e larga 45 m (7 874 per 148 ft) e orientamento 06/24, equipaggiata con impianto di illuminazione ad alta intensità (HIRL) e sistema di assistenza all'atterraggio PAPI.
Lo scalo, il maggiore e più importante della nazione dell'Africa Occidentale, è l'unico che offre servizi di trasporto aereo regolari, sia nelle rotte all'interno del territorio beninese che nei collegamenti internazionali ad alcuni dei maggiori aeroporti africani, in Europa, in Belgio e Francia, e in Turchia. È inoltre dotato di una piazzola di atterraggio per elicotteri, situata nella zona militare dello scalo.

## Incidenti
Il 25 dicembre 2003 il volo Union des Transports Aériens de Guinée 141 in servizio verso l'aeroporto di Cufra in Libia, si schiantò durante il decollo uccidendo 141 delle 163 persone a bordo nel più grave disastro aereo della storia del Benin.